# Olizy-Primat
Olizy-Primat è un comune francese di 227 abitanti situato nel dipartimento delle Ardenne nella regione del Grand Est.

## Società

### Evoluzione demografica
Abitanti censiti